# Donker bolkopje
Het donker bolkopje (Dicymbium nigrum) is een spinnensoort in de taxonomische indeling van de hangmatspinnen (Linyphiidae).
Het dier behoort tot het geslacht Dicymbium. De wetenschappelijke naam van de soort werd voor het eerst geldig gepubliceerd in 1834 door John Blackwall.